# U-301
Unterseeboot 301 foi um submarino alemão do Tipo VIIC, pertencente a Kriegsmarine que atuou durante a Segunda Guerra Mundial.

## Comandantes
| Comandante                   | Data                                      |
| ---------------------------- | ----------------------------------------- |
| Kptlt. Willy-Roderich Körner | 9 de maio de 1942 - 21 de janeiro de 1943 |

## Subordinação
Durante o seu tempo de serviço, esteve subordinado às seguintes flotilhas:
| Período                                       | Flotilha                                   |
| --------------------------------------------- | ------------------------------------------ |
| 9 de maio de 1942 - 30 de setembro de 1942    | 5. Unterseebootsflottille (treinamento)    |
| 1 de outubro de 1942 - 31 de dezembro de 1942 | 1. Unterseebootsflottille (serviço ativo)  |
| 1 de janeiro de 1943 - 21 de janeiro de 1943  | 29. Unterseebootsflottille (serviço ativo) |

## Operações conjuntas de ataque
O U-301 participou das seguinte operações de ataque combinado durante a sua carreira:
- Rudeltaktik Panther (11 de outubro de 1942 - 16 de outubro de 1942)
- Rudeltaktik Puma (16 de outubro de 1942 - 26 de outubro de 1942)
- Rudeltaktik Südwärts (24 de outubro de 1942 - 26 de outubro de 1942)